# アクセサリーソケット
アクセサリーソケットは、自動車（四輪車、二輪車）などに設置される事がある電気の設備である。
ソケット形式の電気供給装置であり、日本においては基本電圧12V（トラックなどでは24V）の直流が供給されている。
電気製品への電気供給の為に「カープラグ」を差し込んで電源を取得するが、供給可能な電流は5 - 10A程度であり、大電力の電気装置に供給する事は出来ない。
このアクセサリーソケットを増設する為の「増設ソケット」も各社から販売されており、USBで充電する機器の為にそれらの出力端子を備えたり照明を備える製品など多種多様である。

## 詳細
自動車のダッシュボードにある、電源供給用のソケットである。多くの車両に装備されており、シガーライターのほかに簡易取り付けタイプ等の車載電子機器にも利用されている。
ただし、世界的に規格化されておらず、国によってはソケットの内径などに差がある。そのため、外車で車載電子機器等に利用する場合は注意が必要。

## シガーソケット
シガーライター用のソケットである。世界的な嫌煙・分煙運動の影響や喫煙人口の減少などにより、新型車両にはアクセサリーソケットのみを装備する事が多く、シガーライターや灰皿は装備しない車種が増えている。イギリスやオランダなどの一部の国では、「走行中にシガーライターでタバコを着火する行為は、走行中に携帯電話を操作する行為と比較して脇見運転となる秒数が長い」という理由により、走行中のシガーライターの使用が携帯電話の使用と共に法律で禁止されており、これにより結果的にシガーライターやソケットが標準装備されない車種が製造される一因ともなっている。
こうした車種ではシガーライター本体はオプション扱いとなり、ソケットは「アクセサリーソケット」（メーカーによっては「電源ソケット」）と呼ばれ、電源供給箇所を示す12Vや24V等の表記がされた蓋が被せられている場合が多い。こういった車種は灰皿も、ドリンクホルダーに入れるタイプのものが別に用意される事になる。三菱自動車のミニカの最終型までは「余計な豪華装備」とみなし灰皿は装備されるもののソケット部は目隠し（配線とカプラは近くまで来ていることが多い）というパターンが軽セダン／軽ボンネットバン、軽トラック、一部コンパクトカーの廉価グレードに多かった。
シガーライター本体がオプション扱いになっている車種には、標準状態ではアクセサリーソケットが耐熱仕様になっておらず単に電源を供給するソケットの機能しか持たないものがある。このような車種においてシガーライターをオプション発注すると、ソケットもディーラーにてシガーライター用に交換される。シガーライター本体は自動車用品店でも汎用品を入手可能であるが、ソケットを耐熱仕様に変更しないまま汎用品（あるいは他車からの流用）のシガーライターを使用することは車両火災の原因となり非常に危険である。また流用行為により差し込まれたままあるいは熱を帯びて飛び出す際シートや人体に飛んでいく場合もあり危険である。

## Hella
ヨーロッパなどでは、Hella（DIN規格）ソケット/プラグが使用される事もある。

## 関連
- JIS D 5807-91
- ISO 4165
- SAE J563
- TP 95002
- JASO D 506-99
- ISO 4165:2001 Road vehicles-Electrical connections-Double-pole connection
- SAE J563:2009 Standard for Cigarette Lighters, Power Outlets, and Accessory Plugs